# حقيقة (تصوف)

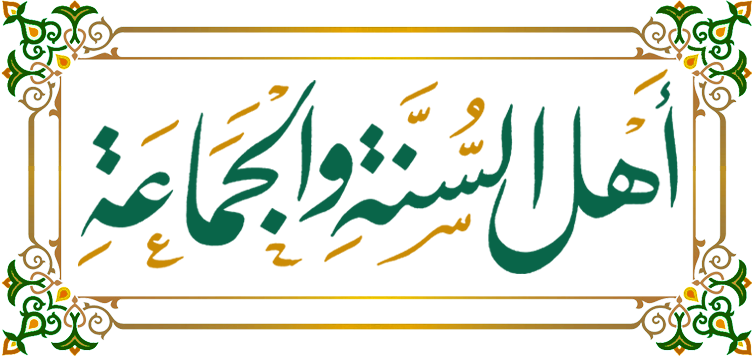

الحقيقة عند المتصوفة هي الوصول إلى المعرفة التامة والنهائية، وهي المرحلة الثالثة من أربعة مراحل في الطرق الصوفية، بالإضافة للشريعة (الدرب الظاهر)، الطريقة (الدرب الباطني) والمعرفة (المعرفة الصوفية النهائية).

## المراحل الأربع

### الشريعة
الشريعة في الإسلام، أو الفقه الإسلامي، هي القوانين الدينية التي وردت القرآن والسنة النبوية. الخطوة الأولى في الصوفية هي تتبع كل جانب من جوانب الشريعة بحذافيرها تمامًا. والغرض من ذلك هو إثبات حبهم لله، من خلال الأنضباط الذاتي الصارم والاهتمام المستمر بسلوكهم. أي التطابق مع القواعد الأرضية الإنسانية. وعندما يعيش الصوفي حياته بالكامل وفقًا للشريعة، يكون مستعدًا للتقدم إلى المرحلة الثانية. والمطابقة للقواعد الأرضية مهمة لتطور الروح لأن روح الرجل أو المرأة تتأثر بأفعال الجسم. وبهذه الطريقة، فإن وضع الجسد تحت إرادة الله ينقي الروح أيضًا، إذ أن نقاء الروح الخالصة ضرورية للخطوة الثانية.

### الطريقة
الطريقة هي المسار وتعبر عن الأخوة أو السلسلة أو الفرقة الصوفية. يترأس الإخوة شيوخ، وهم قادة روحيون يوجهون الصوفية. يتم التعرف على الشيوخ من خلال علامات نعمة الله الواضحة، مثل القدرة على أداء المعجزات. يكونون عادةً من الذكور الملتزمين بنمط الحياة الصوفية ويريدون التقدم في تعليمهم الروحي. من الشائع أن يختبر الشيخ تلميذاً جديداً بتجاهله أو تكليفه بمهام معينة أو اتخاذ مواقف وقحة تجاهه. عندما يجتاز التلميذ هذه الاختبارات، يتم تعريفه بالأوراد، وهي سلسلة من الصلوات الخاصة التي تمارسها الفرقة. يجب أن تدرس هذه الصلوات قبل أن تتلى، لأن الأخطاء التي ترتكب في الصلاة هي من الخطايا. عندما يتم المريد دراسة وتلاوة وحفظ الأوردة، لفترة غير محددة من الوقت، من المتوقع أن يختبر رؤى ووحي من الله. يعتقد الصوفيون أن التلميذ قادر في هذه المرحلة على رؤية الأشياء الروحية المحجبة عن معظم الناس.
في التصوف بشكل عام، تعتبر «الطريقة» هي «المرحلة» التي يصبح خلالها المريد مدركًا بشكل متزايد للإرشادات الداخلية ومستعد أن ييستجيب لها. عندها، يبداء المريد عيش الحياة الروحية ومن خلال ذلك، تصبح الحياة أكثر وضوحًا وهي عبارة عن رق ممسوح لآراء وخيارات سلوكية التي تصبح متاحة وواضحة عندما يتوسع وعيه. عموما، تأتي هذه المرحلة بعد الموافقة على بدء الدرب الصوفية.

### الحقيقة
الحقيقة في الصوفية «هو العرفة الحق والأصيلة، وتكون حقيقي بحد ذاتها بجهد القوانين الميتافيزيقية أو الكونية». يمكن تعريف الحقيقة بشكل أفضل على أنها المعرفة التي تأتي بسبب الشراكة مع الله، وهي المعرفة المكتسبة خلال تجربة المسيرة على الطريقة. على سبيل المثال، فإن الشيخ الذي تقدم في مسيرته على الطريقة لديه الحقيقة ويمكنه أن يرى الحياة الروحية لمريديه. فيصبح لديه القدرة على معرفة بالحمل والمرض قبل أن يخبره بها تلاميذه. يمكن أن يرى ما وراء العالم المادي بسبب قربه من الله وحيازته للحقيقه. فالحقيقة هي أقل من مستوى في حد ذاتها وهي علامة على مستوى أعلى من الوعي، وهي تسبق المرحلة التالية والأخيرة، أي المعرفة.
في التصوف الشامل، تعتبر الحقيقة هي «المرحلة» التي يكون فيها الاهتمام المحوري للمريد هي البقاء المستمر للبحث عن الواقع. تصبح حياة الباحث أداة مبهجة يتعرف فيها على ما هو خالٍ من الزمن، بلا شكل، ولا وزن، ويتم تقديره قبل كل شيء.

### المعرفة
المعرفة هو المصطلح الذي يستخدمه الصوفيون لوصف المعرفة الباطنية الفطرية للحقيقة الروحية التي يتم التوصل إليها من خلال تجارب النشوة الروحية، بدلاً من الكشف عنها أو اكتسابها بطريقة عقلانية.
عند الدخول في العرفة الصوفية، لا يعود الباحث على تأكيد أي شيء ولا يعرف أي شيء. الحديث عن أي شيء، مثل «المراحل الأربع» للإدراك، لا يهم الصوفي الذي وصل إلى هذه المرحلة.أو الأفضل من ذلك، أن جميع موضوعات المحادثة لها نفس الاهتمام. حياة الباحث هي إذن الوحي.

## قائمة المراجع
- تشيتي، ويليام سي. 1992. الإيمان وممارسة الإسلام: نصوص صوفية من القرن الثالث عشر. ألباني: جامعة ولاية نيويورك.
- أبناء العم، يورت. 1987. الروحانية الإسلامية: الأسس. نيويورك: شركة كروسرود للنشر.
- موسوعة بريتانيكا، «ماريفا»، موسوعة بريتانيكا، http://fulla.augustana.edu:2104/eb/article-9474614
- Goldziher ، اغناز. عام 1981. مقدمة في اللاهوت الإسلامي والقانون. نيو جيرسي: مطبعة جامعة برينستون.
- Morewedge، Parviz، ed. عام 1979. اللاهوت الفلسفي الإسلامي. ألباني: جامعة ولاية نيويورك.
- رينارد، جون. عام 1996. سبعة أبواب للإسلام: الروحانية والحياة الدينية للمسلمين. كاليفورنيا: ريجنتس من جامعة كاليفورنيا.